# Preston Mommsen
Preston Luke Mommsen (nacido el 14 de octubre de 1987) es un jugador de críquet escocés nacido en Sudáfrica. En 2006, Preston obtuvo una beca de cricket y rugby en Gordonstoun School en Moray, Escocia, durante los períodos de verano e invierno, durante este tiempo se convirtió en el primer niño de escuela en anotar 1000 carreras en esa temporada.  En junio de 2013, Mommsen fue nombrado capitán de un joven equipo de Escocia para enfrentarse a Australia A en un encuentro de primera clase de cuatro días en Edimburgo. En 2014, Mommsen llevó a Escocia al Grupo A para la Copa del Mundo, ya que su segundo siglo del torneo aseguró una contundente victoria de 41 carreras sobre los Emiratos Árabes Unidos en la final de las eliminatorias.

## Primeros años y carrera
Mommsen representó a Sudáfrica en el nivel sub-19, jugó su primer partido con Escocia en un partido de primera clase contra Holanda el 10 de junio de 2010. El 15 de junio de 2010, Mommsen hizo su debut en One Day International contra Holanda. El 13 de marzo de 2012, hizo su debut con Twenty20 contra Kenia.
El 21 de noviembre de 2016, Mommsen anunció su retiro del críquet profesional. En junio de 2017, regresó al equipo de Escocia para los partidos de la Liga Mundial de Críquet de junio de los Saltiers contra Namibia.